# Pseudoacanthocereus
A Pseudoacanthocereus egy trópusi száraz erdőkben elterjedt bokorformájú kaktuszok nemzetsége.

## Jellemzői
Alacsony vagy középmagas bokrot formáló növények, többnyire tőből elágaznak, gyökerük gumós. 8 vagy kevesebb bordára tagolódó szárukon erős töviseket hordoznak. Éjjel nyíló virágaik fehérek, gömbölyű termésük sárga.

## Elterjedése
Brazília, Kolumbia, Venezuela.

## Rokonsági viszonyok, fajok
A nemzetség az Acanthocereus tetragonus sensu lato taxontól alapvetően a termés és a magok morfológiájában különbözik. A szár alakja és a tövisezett hypanthium és termés emlékeztet a Leptoereus nemzetségre, azonban virágaik annál sokkal nagyobbak. Két faj ismert:
- Pseudoacanthocereus brasiliensis (B & R) Rizz. & Matt. in RBB. 465(2):327’ (1986)
- Pseudoacanthocereus sicariguensis (Cratz. & Tam.) N.P. Taylor in Bradleya 10:30’ (1992)